# Waylon Smithers
Waylon Smithers Jr. (en Hispanoamérica Wándulo Smithers en algunas temporadas, luego Waylon Smithers Jr y en algunos episodios Cástulo Smithers, Ufano Smithers o Acacio Smithers) es un personaje ficticio recurrente de la serie de televisión de dibujos animados Los Simpson. Es el ayudante y asistente personal de Montgomery Burns, dueño de la Planta de energía nuclear de Springfield.
Su primera aparición la realiza en el episodio Homer's Odyssey, aunque en Simpsons Roasting on an Open Fire: The Simpson's Christmas Special se puede oír su voz. La voz en la versión original en inglés se la da Harry Shearer. En Hispanoamérica, hasta la decimocuarta temporada (incluida) estaba doblado por Octavio Rojas, fue reemplazado por Eduardo Fonseca hasta la temporada 31, ya que Octavio Rojas volvería a doblarlo desde la temporada 32. En España fue doblado por Ángel Egido hasta la décima temporada (incluida) y posteriormente por Javier García.
De muchas formas, Smithers representa al estereotipo de un homosexual en "el armario", aunque algunos productores lo catalogan de "Burns-sexual".

## Papel enLos Simpson
Waylon Smithers es el fiel ayudante ejecutivo de Montgomery Burns. Su atuendo habitual está compuesto por una chaqueta verde, camisa blanca, pantalones azules y zapatos negros. También usa una pajarita púrpura y gafas. Originalmente, aparece en el capítulo tres de la primera temporada como un hombre moreno de cabello azul, aunque en posteriores capítulos lo presentan como es actualmente (esto, sin embargo, se debió a un error de post-animación, según afirmó Matt Groening).
Su padre, Waylon Smithers Senior, trabajó para Burns hasta que murió de intoxicación por la radiación después de salvar a la planta de energía nuclear de Springfield de una posible fusión nuclear.
Hay varias características que hacen que Smithers represente el estereotipo de homosexual en "el armario". A pesar de que no se ha declarado homosexual tiene varios amigos gais, en Springfield frecuenta el barrio gay, colecciona muñecas Stacy Malibu y toma unas vacaciones exclusivas para hombres. Se puso de manifiesto en un flashback que estuvo casado brevemente con una mujer, pero los dos se separaron porque dedicaba demasiado tiempo al señor Burns. Se ha demostrado que Smithers posee un profundo y apasionado amor por el Señor Burns y su orientación sexual ha sido descrita por los guionistas de la serie como "Burns-sexual". Smithers tiene fantasías ocasionales con el señor Burns: cuando enciende su ordenador, aparece un montaje con el señor Burns desnudo diciendo: «¡Hola, Smithers! Usted sabe cómo encenderme...» u «¡Hola, Smithers! Usted siempre me enciende...» Smithers ha declarado abiertamente su amor por Burns por lo menos en dos ocasiones, como en el episodio Lisa the Skeptic, cuando, creyendo que el mundo está llegando a su fin, Smithers dice «¡Oh, qué diablos!»' o «Que lo sepa el mundo» y besa a Burns en los labios, después se excusa diciendo que es «simplemente un signo de mi respeto».
Burns se ha mantenido en gran parte ignorante a la adoración que Smithers le dedica, para mayor frustración de Smithers. Sin embargo, en los últimos episodios parece que Burns es un poco cauteloso con estos gestos. En las diferentes ocasiones en las que Burns se ha relacionado con varias mujeres, como en el episodio A Hunka Hunka Burns in Love, se ha visto a Smithers notablemente disgustado. Burns, por su parte, ve a Smithers como un lacayo, aunque sea de gran valor por su competencia. Burns ha "recompensado" la devoción de Smithers con el futuro "honor" de ser enterrado vivo con él después de la muerte de Burns.
Smithers ha sido mostrado como una persona dependiente de su relación con Burns. En Homer the Smithers, Smithers toma unas vacaciones por orden de Burns y Homer Simpson es contratado para reemplazarlo temporalmente. Cuando Homer pierde su paciencia y golpea a Burns, este aprende a valerse por sí mismo, dando lugar al despido de Smithers. Smithers necesita ser el ayudante de Burns y, finalmente, recupera su trabajo con ayuda de Homer. Pese a toda su devoción aduladora hacia el señor Burns, Smithers ha estado dispuesto a desafiarle por lo menos en dos ocasiones, la más significativa en el episodio Who Shot Mr. Burns?, en el que es despedido tras oponerse a varias decisiones malintencionadas de Burns. Como consecuencia de su despido, Smithers se convirtió en un "repugnante borracho arruinado" y cuando dispararon a Burns más tarde en el episodio, Smithers pensaba que podría haberlo hecho mientras estaba en estado de embriaguez. Cuando se demostró que él no había sido, aparentemente Smithers perdonó a Burns y exigió que los culpables fueran llevados ante la justicia, ofreciendo una recompensa por la captura del criminal.
Así mismo mencionar, que Smithers por fin salió del armario en la vigésima séptima temporada, en el capítulo nombrado “La jaula de Burns". Comienza con su declaración de amor hacia Burns después de haberle salvado la vida de una caída de paracaidismos. Pero este lo rechazo. En el capítulo mencionado, Smithers comienza una relación sentimental con Julio, un personaje recurrente a la serie. 
El puesto de trabajo oficial de Smithers en la central nuclear parece ser el de ayudante ejecutivo y es el encargado de supervisar la asistencia de los empleados. A menudo es disciplinado y ha ganado decenas de premios al "Empleado del mes". A menudo ha insinuado querer ser ascendido al cargo de vicepresidente ejecutivo, pero Burns ha aplastado ese sueño, concediendo caprichosamente la vicepresidencia a un perro. Smithers tiene la mayor colección de muñecas Stacy Malibu en Springfield y es el presidente del club de fanes de Stacy Malibu.

## Personaje

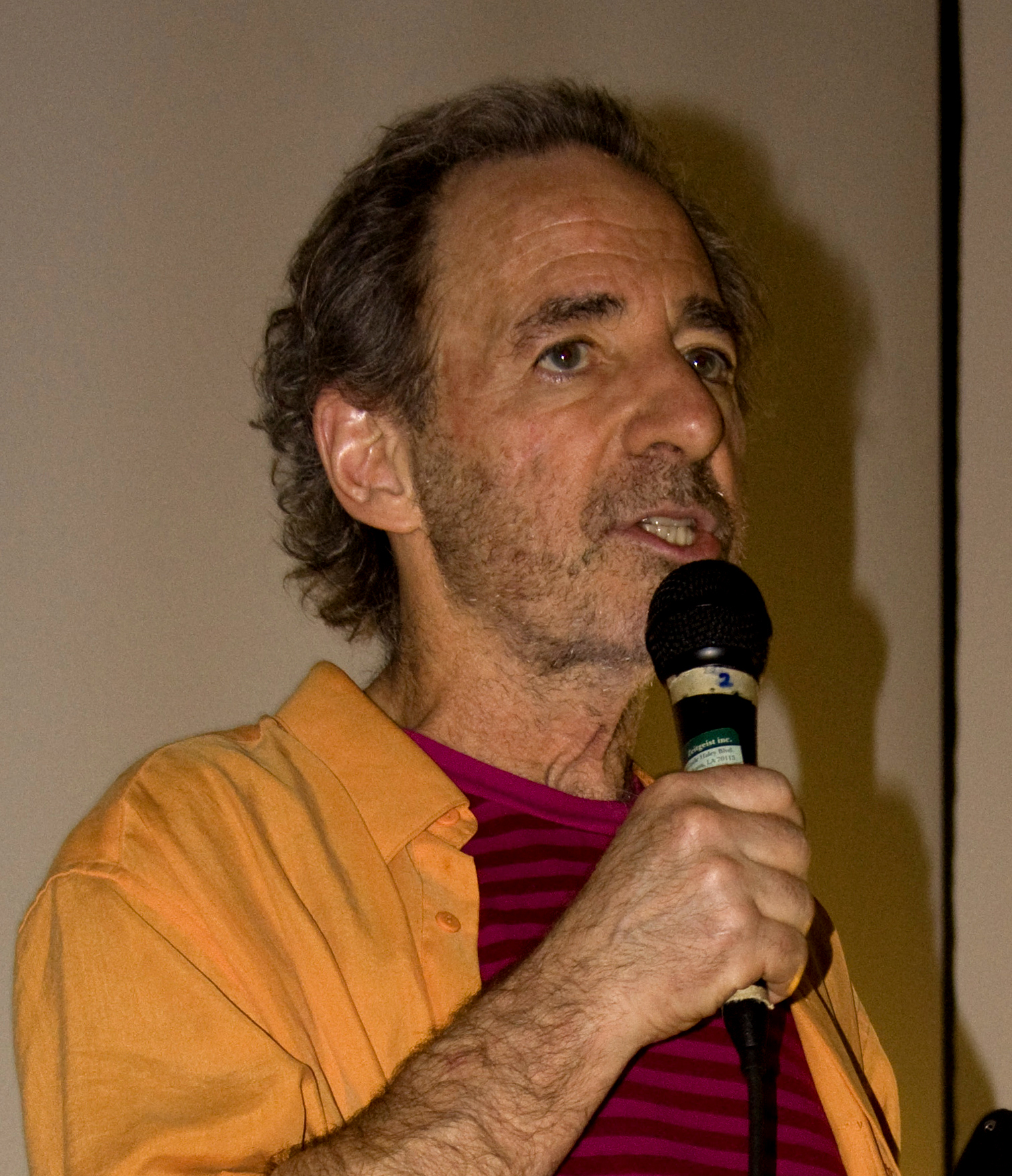
Harry Shearer da voz al personaje de Waylon Smithers.

### Creación
El personaje de Waylon Smithers está basado en parte en cómo actuaban numerosos ejecutivos y funcionarios de Fox con Barry Diller, cofundador de la empresa. La idea de la orientación sexual de Smithers vino por parte de Sam Simon, quien propuso que Smithers debía ser gay, pero a los guionistas no les llamó demasiado la atención esta idea y la mantuvieron en un segundo plano. En el guion del episodio Blood Feud en un principio Smithers debía decir "Sólo me dejan lo suficiente para llegar a casa con mi esposa e hijos" pero dicha frase tuvo que ser cortada por motivos de tiempo. El nombre Waylon se utilizó por primera vez en el episodio Me casé con Marge y proviene del marionetista Wayland Flowers.
Smithers hizo su primera aparición en el episodio Homer's Odyssey, que fue el tercer episodio de la primera temporada, a pesar de que se puede escuchar su voz por la megafonía de la central en el episodio inaugural de la serie, Simpsons Roasting on an Open Fire. En su primera aparición visual en Homer's Odyssey, la animación del personaje de Smithers, llevada a cabo por el estilista de color Gyorgi Peluci, fue realizada por error con un color equivocado, similar a un afroamericano. David Silverman ha afirmado que la intención siempre fue que Smithers fuera el "adulador blanco del señor Burns" y el personal pensó que sería una "mala idea contar con un personaje negro servil" y por ello le cambiaron a su color amarillo para el siguiente episodio. La primera aparición de Smithers con color amarillo fue en el episodio There's No Disgrace Like Home, el cuarto de la primera temporada.

### Desarrollo
La relación de Smithers con el señor Burns ha sido durante mucho tiempo una broma recurrente en la serie. Smithers es un obediente y adulador ayudante del señor Burns. A menudo han existido grandes indicios acerca de los verdaderos sentimientos de Smithers por su jefe, con una de las primeras referencias en el episodio The Telltale Head. También se ha puesto en duda en numerosas ocasiones la orientación sexual de Smithers, con algunos seguidores de la serie afirmando que es un "Burns-sexual" y solo le atrae su jefe, mientras que otros sostienen que es, sin lugar a dudas, homosexual. Durante la época en que fueron guionistas, Bill Oakley y Josh Weinstein trataron de mantener el misterio sobre su sexualidad y existía un debate entre los guionistas sobre su orientación. Al Jean, que pensaba que Smithers era "Burns-sexual", consideró que si Burns hubiera sido una mujer, entonces Smithers no sería gay. El exdirector de la serie David Silverman afirmó que "[Smithers] parece estar centrado en un humano en particular, aunque es algo más que eso. [En lugar de ser gay], él es una especie de "Burns-sexual".
En un episodio, Smithers llega a ser jefe de la central substituyendo a Burns ya que a este le detienen.
En un estudio realizado por la Alianza Gay y Lésbica contra la difamación (GLAAD) en 2006 se determinó que nueve de los 679 personajes principales y secundarios en guiones de televisión eran gais o lesbianas. Smithers no fue incluido entre estos nueve personajes y este hecho causó una leve controversia en Internet. Patty Bouvier, la hermana lesbiana de Marge Simpson, sí que fue incluida en dicha lista. Se hace referencia a este debate en el episodio The Simpsons 138th Episode Spectacular, cuando Troy McClure, presentador del episodio, responde a la pregunta de un espectador "¿Cuál es la verdadera relación del Sr. Burns con su asistente Smithers? Usted sabe de qué hablo". Después sigue un montaje de varios clips que muestran la lujuria de Smithers con el señor Burns y al final McClure dice "Como se puede ver, la relación real de Waylon Smithers es que es el asistente del señor Burns. Acaba de cumplir los cuarenta, está soltero y actualmente reside en Springfield. ¡Gracias por preguntar!".
Varias de las alusiones a la sexualidad de Smithers se han convertido en batallas con los censores. Por ejemplo, en la fantasía de Smithers en la que ve a un señor Burns desnudo saliendo de una tarta de cumpleaños en el episodio Rosebud, los censores no querían que Burns apareciera desnudo. Otro ejemplo es el episodio Marge Gets a Job, que tiene una secuencia de un sueño de Smithers en el que Burns aparece volando a través de una ventana y muestra a Smithers feliz en su cama. Originalmente esta escena iba a durar unos segundos más pero tuvo que ser recortada debido a que la escena mostraba "al señor Burns aterrizando en un lugar concreto de la anatomía de Smithers". También hubo problemas con "el bulto en su cama", que los animadores habían dibujado como si fuese la rodilla, pero los censores lo habían interpretado erróneamente.
Smithers tiene un latiguillo, sobre todo en las primeras temporadas, que proviene de una broma recurrente en la que el señor Burns nunca recuerda quién es Homer Simpson. En algunas escenas, Burns y Smithers ven a través de las cámaras de seguridad a Homer y Burns pregunta "¿Quién es ese hombre?", a lo que Smithers responde "es Homer Simpson, señor, uno de los holgazanes del sector 7G".

### Voz y doblaje
Smithers es interpretado por el actor de voz Harry Shearer, que a su vez también da voz a Montgomery Burns. Shearer es capaz de realizar el diálogo entre los dos personajes en una única toma.
En Hispanoamérica, hasta la decimoquinta temporada (incluida) estaba doblado por Octavio Rojas, actualmente reemplazado por Eduardo Fonseca. En España fue doblado por Ángel Egido hasta la décima temporada (incluida) y posteriormente por Javier García.

## Recepción
En la segunda temporada, los guionistas comenzaron a disfrutar escribiendo sobre la relación entre Burns y Smithers y, a menudo, realizaban episodios destacándola, pero muchos de ellos nunca llegaron a buen término.
En 2004, los productores de la serie anunciaron que uno de los personajes iba a "salir del armario". Las especulaciones sobre quién sería aparecieron en los periódicos de Estados Unidos y Canadá (incluso afirmando que la "orientación sexual [de Smithers] es el secreto peor guardado en Springfield"), así como en Australia, Nueva Zelanda, Irlanda (el Irish Independent afirmó que Smithers era una opción "demasiado obvia") y el Reino Unido. A pesar de que Matt Groening bromeaba sobre que sería Homer, The Boston Herald calculó las probabilidades de varios personajes, siendo las probabilidades de Smithers de un millón a uno. PlanetOut organizó una encuesta en línea en las semanas previas a la emisión del episodio para determinar quién era el gay en Los Simpson y un 97% de los encuestados eligieron a Smithers. Jenny Stewart, la editora de entretenimiento del sitio web dijo de la encuesta "nunca hemos tenido tal avalancha de gente votando en cualquiera de nuestras encuestas como lo hicieron en Los Simpson." Después de las conjeturas, fue el personaje de Patty Bouvier el que "salió del armario".
En un artículo del 2007, Entertainment Weekly nombró a Smithers el decimosexto mejor compañero de todos los tiempos. También describe a Smithers y el Sr. Burns como "la pareja más funcional disfuncional de la TV".

## Productos
Se realizaron muñecos de Smithers y cuatro versiones diferentes fueron incluidas como parte del juguete "World of Springfield". El primer muñeco muestra a Smithers con su atuendo normal con una foto de Burns a sus pies y fue puesto a la venta en 2000, como parte de la segunda edición. El segundo, puesto a la venta en 2002 como parte de la décima edición, se llama "resort Smithers" y le muestra vestido como estaba durante sus vacaciones en el episodio Homer the Smithers. En 2003, una serie de muñecos exclusivos de Electronics Boutique fue puesto a la venta y se incluyó un muñeco del señor Burns y dos de Smithers basados en el episodio Rosebud. Uno de ellos, llamado "Bobo Smithers", muestra a Smithers vestido como Bobo, el oso de peluche del señor Burns; y el otro, conocido como "future Smithers", le muestra como un perro robótico. Se incluyó un muñeco "future Burns" en el conjunto como compañero del "future Smithers" y representaba a Burns con la forma en que aparece al final del episodio.